# Kapenguria
Kapenguria este un oraș din Kenya, în care se află o academie de poliție.